# Magomed Magomedkerimov
Magomed Magomedkerimov (en ruso: Магомедкеримов Магомед Малачевич Agvali, República Autónoma Socialista Soviética de Daguestán, República Socialista Federativa Soviética de Rusia, Unión Soviética; 1 de octubre de 1990) es un artista marcial mixto ruso que actualmente compite en la categoría de peso wélter de Professional Fighters League (PFL), donde es el actual Campeón Mundial de Peso Wélter de PFL de 2023.

## Carrera de artes marciales mixtas

### Carrera temprana
Magomed tuvo su primera pelea profesional contra Vitaliy Kalynyuk en Trophy Feira 14, el 22 de agosto de 2008. Ganó la pelea por armbar en el primer asalto. Dos años después, en noviembre de 2010, Magomed enfrentó a Viktor Kuzmenko en M-1: Ukrainian Selection 2010. Ganó la pelea por rear naked choke.
Magomedkerimov enfrentó a Taras Pikhnyuk en ProFC- Union Nation Cup 10. Perdió la pelea por sumisión por heel hook.

### Post ACB
Luego de dejar ACB, Magomedkerimov acumuló un récord de 3–1 en la escena regional, ganado dos de sus peleas por sumisión en el primer asalto, con sólo una derrota ante el futuro Campeón Mundial de Peso Mediano de ONE Vitaly Bigdash el 29 de marzo de 2015, en ProFC 5, perdiendo por sumisión en el tercer asalto.

### Professional Fighters League

#### Temporada 2018
Magomed hizo su debut el 5 de julio de 2018, en PFL 3 contra Herman Terrado, sometiendo a Terrado en el primer asalto.
En su segunda pelea en PFL, el 16 de agosto de 2018, en PFL 6, Magomed enfrentó a Bojan Veličkovic, ganando la pelea por decisión unánime y asegurando un lugar en los playoffs.
El 20 de octubre de 2018, Magomedkerimov enfrentó a Pavel Kusch en PFL 10. Ganó la pelea por decisión unánime para avanzar a las semifinales de los playoffs. En las semifinales, Magomedkerimov derrotó a Veličkovic en una revancha por TKO en el segundo asalto para avanzar a la final de peso wélter.
Magomedkerimov enfrentó a Ray Cooper III en la final el 31 de diciembre de 2018, en PFL 11. Magomedkerimov ganó la pelea por sumisión en el segundo asalto, ganando el torneo de peso wélter de PFL de 2018 y el premio de un millón de dólares.

#### Temporada 2019
Para empezar la temporada 2019 el 9 de mayo de 2019, en PFL 1, Magomed enfrentó a John Howard. Ganó la pelea por guillotine choke en el primer asalto.
En la segunda pelea de la temporada, Magomedkerimov enfrentó a Chris Curtis el 11 de julio de 2019, en PFL 4. Ganó la pelea por decisión unánime y avanzó a los playoffs.
En los cuartos de final, Magomedkerimov enfrentó a Curtis en una revancha el 11  de octubre de 2019, en PFL 7. Ganó la pelea por decisión unánime. Sin embargo, luego de la pelea Magomedkerimov se enfermo y no pudo competir en las semifinales.

#### Temporada 2021
Magomedkerimov estaba programado para enfrentar a João Zeferino el 29 de abril de 2021, en PFL 2. Sin embargo, fue forzado a retirarse de la pelea por razones no reveladas.
Magomed enfrentó a Curtis Millinder el 17 de junio de PFL 5. Magomedkerimov ganó la pelea por ezekiel choke en el primer asalto.
Magomedkerimov estaba programado para enfrentar a João Zeferino en la semifinal del torneo el 13 de agosto de 2021, en PFL 7. Sin embargo, Zeferino se retiró de la pelea y fue reemplazado por Sadibou Sy. Ganó la pelea por decisión unánime y avanzó a la final.
En la final, Magomedkerimov enfrentó a Ray Cooper III en un revancha el 27 de octubre de 2021, en PFL 10. Perdió la pelea por KO en el tercer asalto.

#### Temporada 2022
Magomedkerimov estaba programado para enfrentar a João Zeferino el 6 de mayo de 2022, en PFL 3. Sin embargo, Magomedkerimov se retiró de la pelea por problemas de visa y fue reemplazado por Dilano Taylor.
Por cuarta vez, Magomedkerimov estaba programado para enfrentar a João Zeferino el 1 de julio de 2022, en PFL 6. En el pesaje, Zeferino no se pesó y fue reemplazado por Dilano Taylor. Magomedkerimov ganó la pelea por TKO en el segundo asalto.
Magomed enfrentó a Gleison Tibau el 25 de noviembre de 2022, en PFL 10. Ganó la pelea por decisión unánime.

#### Temporada 2023
Magomedkerimov enfrentó a Ben Egli el 14 de abril de 2023, en PFL 3. Ganó la pelea por KO en el primer asalto.
Magomedkerimov enfrentó a David Zawada el 23 de junio de 2023, en PFL 6. Ganó la pelea por TKO en el primer asalto. Avanzando a las semifinales del torneo de peso wélter.
Magomedkerimov estaba programado para enfrentar a Magomed Umalatov en las semifinales del torneo de peso wélter el 23 de agosto de 2023, en PFL 9. Sin embargo, Umalatov se retiró de la pelea y fue reemplazado por Solomon Renfro. Ganó la pelea por decisión unánime.
Magomedkerimov enfrentó a Sadibou Sy en una revancha en la final de torneo de peso wélter el 24 de noviembre de 2023, en PFL 10. Ganó la pelea por sumisión en el tercer asalto, ganando el torneo de peso wélter de PFL de 2023 y el premio de un millón dólares.

#### PFL vs. Bellator
Magomedkerimov estaba programado para enfrentar al Campeón Mundial de Peso Wélter de Bellator Jason Jackson el 24 de febrero de 2024, en PFL vs. Bellator. Sin emargo  Magomedkerimov se retiró de la pelea por una lesión a principios de enero de y fue reemplazado por el campeón de 2019 y 2021 Ray Cooper III.

## Vida personal
Magomedkerimov está casado y tiene dos hijos.

## Campeonatos y logros

### Artes marciales mixtas
- Professional Fighters League
  - Campeonato de Peso Wélter de PFL de 2023
  - Campeonato de Peso Wélter de PFL de 2018

### Pancracio
- Ganador del Campeonato Mundial 14th en pancracio de Visei (Portugal) de 2008
- Ganador del Campeonato Mundial en pancracio en Omsk (Rusia), 13-16 de noviembre de 2009
- Ganador del Campeonato Mundial en pancracio en Varna (Bulgaria) 5-9 de octubre de 2010
- Ganador de la Copa Mundial en pancracio en Bakú (Azerbaiyán) de 2009
- Ganador del Campeonato Europeo de Pancracio (Letonia) de 2009.

### Combate mano a mano
- Ganador de República Checha en combate mano a mano de 2008
- Ganador del torneo internacional en combate mano a mano, Cup of “Kasptaysky Boksi” de 2008[33]

### Otros
- Ganador del Campeonato Tailandés en Muay Thai de 2008
- Ganador del Campeonato Kudo EP de 2008
- Ganador del Campeonato mano a mano de Eurasia de 2009[34]

## Récord en artes marciales mixtas
| Récord profesional | Récord profesional | Récord profesional |
| 41 peleas          | 35 victorias       | 6 derrotas         |
| ------------------ | ------------------ | ------------------ |
| Nocaut             | 13                 | 1                  |
| Sumisión           | 11                 | 3                  |
| Decisión           | 11                 | 2                  |

| Resultado | Récord | Oponente            | Método                              | Evento                                  | Fecha                    | Ronda | Tiempo | Localización                | Notas                                                     |
| --------- | ------ | ------------------- | ----------------------------------- | --------------------------------------- | ------------------------ | ----- | ------ | --------------------------- | --------------------------------------------------------- |
| Victoria  | 35–6   | Sadibou Sy          | Sumisión (guillotine choke)         | PFL 10                                  | 24 de noviembre de 2023  | 3     | 1:17   | Washington D. C.            | Ganó el Campeonato de Peso Wélter de PFL de 2023.         |
| Victoria  | 34–6   | Solomon Renfro      | Decisión (unánime)                  | PFL 9                                   | 23 de agosto de 2023     | 3     | 5:00   | Nueva York, Nueva York      | Semifinal del Torneo de Peso Wélter de PFL de 2023.       |
| Victoria  | 33–6   | David Zawada        | TKO (golpes)                        | PFL 6                                   | 23 de junio de 2023      | 1     | 3:54   | Atlanta, Georgia            |                                                           |
| Victoria  | 32–6   | Ben Egli            | TKO (patada a la cabeza)            | PFL 3                                   | 14 de abril de 2023      | 1     | 1:03   | Las Vegas, Nevada           |                                                           |
| Victoria  | 31–6   | Gleison Tibau       | Decisión (unánime)                  | PFL 10                                  | 25 de noviembre de 2022  | 3     | 5:00   | Nueva York, Nueva York      | Pelea en peso pactado (175 lbs).                          |
| Victoria  | 30–6   | Dilano Taylor       | TKO (golpes)                        | PFL 6                                   | 1 de julio de 2022       | 2     | 3:26   | Atlanta, Georgia            |                                                           |
| Derrota   | 29–6   | Ray Cooper III      | KO (golpes)                         | PFL 10                                  | 27 de octubre de 2021    | 3     | 3:02   | Fort Lauderdale, Florida    | Final del Torneo de Peso Wélter de PFL de 2021.           |
| Victoria  | 29–5   | Sadibou Sy          | Decisión (unánime)                  | PFL 7                                   | 13 de agosto de 2021     | 3     | 5:00   | Hollywood, Florida          | Semifinal del Torneo de Peso Wélter de PFL de 2021.       |
| Victoria  | 28–5   | Curtis Millender    | Sumisión (ezekiel choke)            | PFL 5                                   | 17 de junio de 2021      | 1     | 1:57   | Atlantic City, Nueva Jersey |                                                           |
| Victoria  | 27–5   | Chris Curtis        | Decisión (unánime)                  | PFL 7                                   | 11 de octubre de 2019    | 3     | 5:00   | Las Vegas, Nevada           | Cuarto de final del Torneo de Peso Wélter de PFL de 2019. |
| Victoria  | 26–5   | Chris Curtis        | Decisión (unánime)                  | PFL 4                                   | 11 de julio de 2019      | 3     | 5:00   | Atlantic City, Nueva Jersey |                                                           |
| Victoria  | 25–5   | John Howard         | Sumisión (guillotine choke)         | PFL 1                                   | 9 de mayo de 2019        | 1     | 4:54   | Uniondale, Nueva York       |                                                           |
| Victoria  | 24–5   | Ray Cooper III      | Sumisión (guillotine choke)         | PFL 11                                  | 31 de diciembre de 2018  | 2     | 2:18   | Nueva York, Nueva York      | Ganó el Campeonato de Peso Wélter de PFL de 2018.         |
| Victoria  | 23–5   | Bojan Veličković    | TKO (golpes)                        | PFL 10                                  | 20 de octubre de 2018    | 2     | 3:13   | Washington D. C.            | Semifinal del Torneo de Peso Wélter de PFL de 2018.       |
| Victoria  | 22–5   | Pavel Kusch         | Decisión (unánime)                  | PFL 10                                  | 20 de octubre de 2018    | 3     | 5:00   | Washington D. C.            | Cuarto de final del Torneo de Peso Wélter de PFL de 2018. |
| Victoria  | 21–5   | Bojan Veličković    | Decisión (unánime)                  | PFL 6                                   | 16 de agosto de 2018     | 3     | 5:00   | Atlantic City, Nueva Jersey |                                                           |
| Victoria  | 20–5   | Herman Terrado      | Sumisión Técnica (rear-naked choke) | PFL 3                                   | 5 de julio de 2018       | 1     | 4:54   | Washington D. C.            |                                                           |
| Victoria  | 19–5   | Bobby Cooper        | Decisión (dividida)                 | WSOF 33                                 | 7 de octubre de 2016     | 3     | 5:00   | Kansas City, Misuri         |                                                           |
| Victoria  | 18–5   | Artem Shokalo       | Decisión (unánime)                  | Kunlun Fight: Kunlun MMA 4              | 4 de octubre de 2015     | 3     | 5:00   |                             | Pelea en peso mediano.                                    |
| Victoria  | 17–5   | Sayfulla Yakubov    | Sumisión (north-south choke)        | Derbent FC 4                            | 25 de junio de 2015      | 1     | 4:36   | Derbent                     | Regreso a peso wélter.                                    |
| Derrota   | 16–5   | Vitaly Bigdash      | Sumisión (rear-naked choke)         | ProFC 57: New Era                       | 29 de marzo de 2015      | 3     | 4:20   |                             |                                                           |
| Victoria  | 16–4   | Khasankhon Baratov  | Sumisión (arm-triangle choke)       | Octagon Fighting Sensation 2            | 17 de octubre de 2014    | 1     | 1:23   |                             |                                                           |
| Derrota   | 15–4   | Beslan Isaev        | Decisión (dividida)                 | ACB 9                                   | 22 de junio de 2014      | 3     | 5:00   |                             |                                                           |
| Victoria  | 15–3   | Danyar Babakulov    | TKO (golpes)                        | ACB 7                                   | 18 de mayo de 2014       | 2     | 1:57   |                             |                                                           |
| Victoria  | 14–3   | Ibragim Tibilov     | Decisión (unánime)                  | ACB 5                                   | 6 de abril de 2014       | 3     | 5:00   |                             |                                                           |
| Victoria  | 13–3   | Islam Yashaev       | TKO (paro médico)                   | ACB 2                                   | 9 de marzo de 2014       | 1     | 0:15   |                             |                                                           |
| Victoria  | 12–3   | Weguimar Xavier     | TKO (golpe al hígado)               | Fight Nights Global 22                  | 7 de diciembre de 2013   | 2     | 2:20   | Moscú                       |                                                           |
| Victoria  | 11–3   | Sayfulla Yakubov    | Sumisión (north-south choke)        | Way Of The Warrior 3                    | 31 de mayo de 2013       | 1     | N/A    |                             | Regreso a peso wélter.                                    |
| Victoria  | 10–3   | Nikolay Karpachov   | TKO (golpes)                        | Emperor Fighting Championship 3         | 26 de mayo de 2013       | 1     | 1:19   |                             | Regreso a peso mediano.                                   |
| Victoria  | 9–3    | Evgeny Gontarev     | KO (puñetazo)                       | Fight Riot 1                            | 25 de enero de 2013      | 2     | 2:26   |                             | Debut en peso wélter.                                     |
| Victoria  | 8–3    | Thiago Vella        | TKO (golpes)                        | Abu Dhabi Warriors 1                    | 2 de noviembre de 2012   | 1     | 4:21   |                             |                                                           |
| Derrota   | 7–3    | Adam Khaliev        | Decisión (unánime)                  | S-70: Plotforma Cup 2012                | 11 de agosto de 2012     | 3     | 5:00   | Sochi                       |                                                           |
| Victoria  | 7–2    | Sergey Faustov      | Sumisión (guillotine choke)         | Derbent FC 3                            | 13 e julio de 2012       | 1     | 3:30   |                             |                                                           |
| Victoria  | 6–2    | Stanislav Molodtsov | Decisión (dividida)                 | S-70: Russian Grand Prix 2011 (Stage 4) | 25 de mayo de 2012       | 3     | 5:00   | Moscú                       |                                                           |
| Victoria  | 5–2    | Anatoly Tokov       | KO (puñetazo)                       | S-70: Russian Grand Prix 2011 (Stage 1) | 22 de diciembre de 2011  | 1     | 1:07   |                             |                                                           |
| Derrota   | 4–2    | Bakhtiyar Abbasov   | Sumisión (rear-naked choke)         | ProFC 33                                | 26 de septiembre de 2011 | 2     | 4:20   | Derbent                     |                                                           |
| Victoria  | 4–1    | Ratmir Karatsukov   | TKO (golpes)                        | ProFC 33                                | 26 de septiembre de 2011 | 1     | 4:50   | Derbent                     |                                                           |
| Victoria  | 3–1    | Sergey Shilov       | KO (golpes)                         | Pankration Cup Of Call 2011             | 12 de febrero de 2011    | 2     | 0:47   |                             |                                                           |
| Derrota   | 2–1    | Taras Pikhunyk      | Sumisión (heel hook)                | ProFC 20                                | 21 de noviembre de 2010  | 1     | 3:25   |                             |                                                           |
| Victoria  | 2–0    | Viktor Kuzmenko     | Sumisión (rear-naked choke)         | M-1: Ukrainian Selection 2010           | 6 de noviembre de 2010   | 1     | 1:25   |                             |                                                           |
| Victoria  | 1–0    | Vitaly Kalynyuk     | Sumisión (armbar)                   | Trofeu Feira 14                         | 22 de agosto de 2008     | 1     | 2:50   |                             | Debut en peso mediano.                                    |